# Binnein Beag
Binnein Beag är ett berg i Storbritannien.   Det ligger i kommunen Highland och riksdelen Skottland, i den nordvästra delen av landet, 700 km nordväst om huvudstaden London. Toppen på Binnein Beag är 943 meter över havet, eller 200 meter över den omgivande terrängen. Bredden vid basen är 0,76 km.
Terrängen runt Binnein Beag är kuperad österut, men västerut är den bergig.Runt Binnein Beag är det mycket glesbefolkat, med 4 invånare per kvadratkilometer. Närmaste större samhälle är Fort William, 13,4 km väster om Binnein Beag. Omgivningarna runt Binnein Beag är i huvudsak ett öppet busklandskap.